# Голосовая почта
Голосовая почта — электронная система для регистрации, сохранения и перенаправления телефонных голосовых сообщений (иногда — для розыска и оповещения пользователей).
В настоящее время под голосовой почтой понимают два вида сервисов, предоставляемых операторами и почтовыми серверами:
- Возможность для абонента телефонной сети оставить адресату голосовое сообщение, которое тот сможет прослушать позже.
- Возможность прослушать по телефону хранящиеся на сервере электронной почты сообщения, читаемые роботом.[1]

## Голосовая почта как услуга оператора
Услугу голосовой почты предоставляют абонентам практически все операторы сотовой связи и некоторые операторы традиционной телефонии. Такой сервис реализован за счет переадресации вызова и  позволяет записывать голосовые сообщения абонентов, доступ к которым затем можно получить с телефона или через интернет. Для пользования услугой необходим телефонный аппарат, который может работать в режиме частотного (тонового) набора номера.

## Голосовая почта как услуга офисной АТС

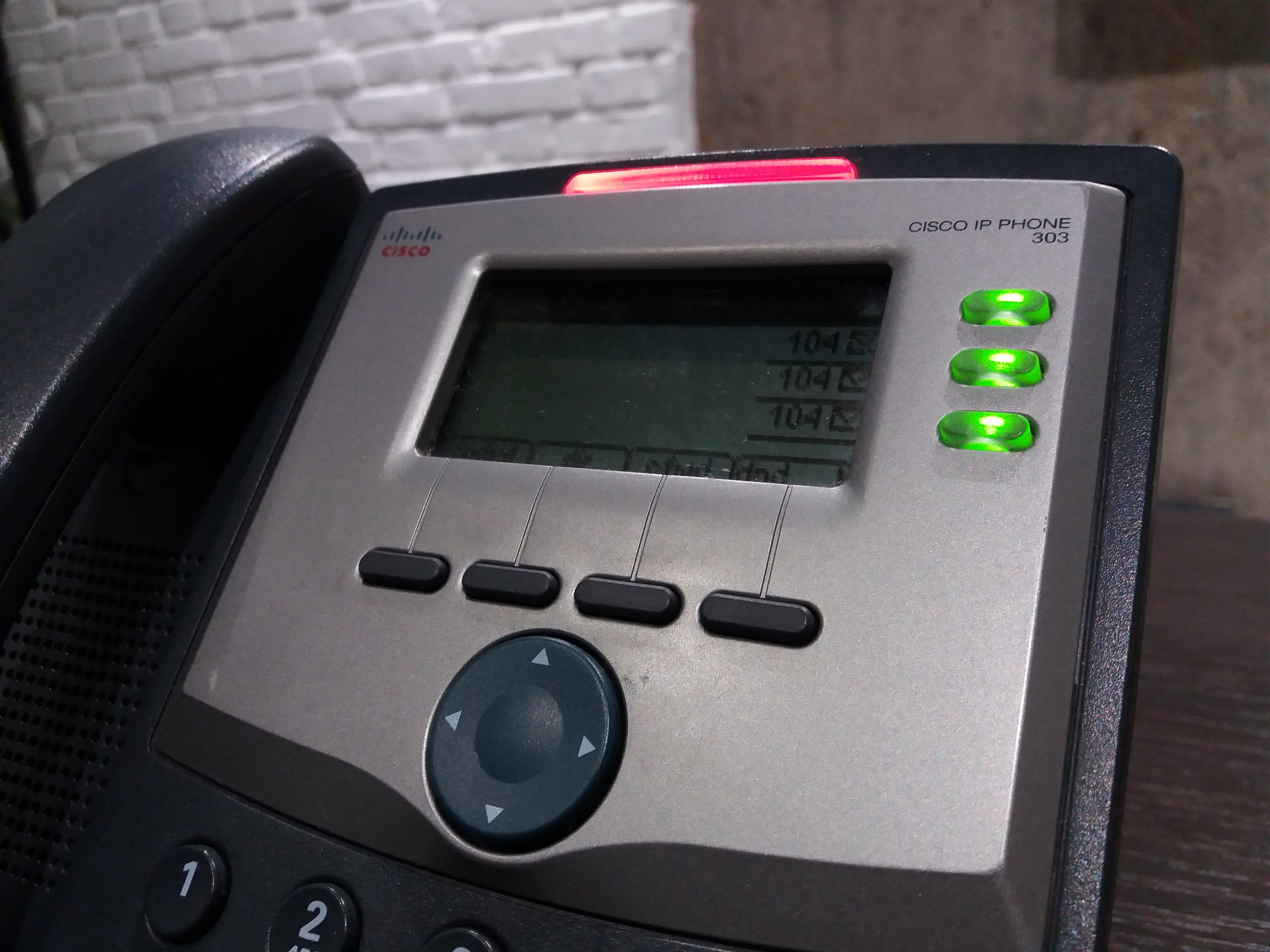
Индикация голосовой почты на Cisco SPA303

В корпоративной телефонии под голосовой почтой (системой голосовой почты) понимается устройство, подключающееся к офисной (учрежденческой) АТС на абонентские телефонные линии и позволяющее каждому абоненту АТС получать голосовые сообщения в персональный почтовый ящик.
Прослушивание сообщений абонентом производится с телефонного аппарата при звонке на определенный телефонный номер.
Некоторые системные телефонные аппараты имеют индикатор (лампочку), информирующую о появлении новых сообщений в почтовом ящике.
Голосовая почта конструктивно может представлять собой:
- плату расширения офисной АТС (такие платы выпускают производители офисных АТС)
- самостоятельное устройство для настольной установки (выпускаются массой сторонних производителей, используется компаниями малого и среднего бизнеса)
- функционально законченный блок для установки в 19" стойку (также выпускается сторонними производителями, используется на крупных и средних предприятиях)

Современная голосовая почта оснащена автосекретарём, обеспечивающим возможность донабора номера, а также возможностью отправки голосовых сообщений на e-mail-ы абонентов (при подключении к LAN).

### Схема обработки телефонных вызовов

Голосовая почта — схема обработки телефонных вызовов

На рисунке приведена схема работы голосовой почты при обработке телефонных вызовов. Голосовая почта подключена на абонентские линии офисной АТС. Голосовая почта имеет встроенный автосекретарь.
Схема прохождения звонка:
1. «Абонент 1», подключенный к телефонной сети общего пользования, набрал телефон офиса и был автоматически переведен на голосовую почту
2. «Абонент 1» донабрал номер внутреннего «Абонента 2» (благодаря функции автосекретарь), куда и был переведен вызов
3. «Абонент 2» не ответил в течение какого-то времени и вызов «Абонента 1» был автоматически вернулся в голосовую почту, где «Абоненту 1» было предложено оставить голосовое сообщение «Абоненту 2».[3]

### Характеристики систем голосовой почты
Типичные характеристики систем голосовой почты включают:
- количество телефонных линий: 2 — 8 (столько сообщений могут одновременно записываться)
- количество почтовых ящиков: 20 — 500
- количество сообщений в почтовом ящике: 50 — 100
- максимальная длительность сообщения: до 10 мин.
- общая длительность сообщений: 5 ч. — 100 ч.